# Аліготе

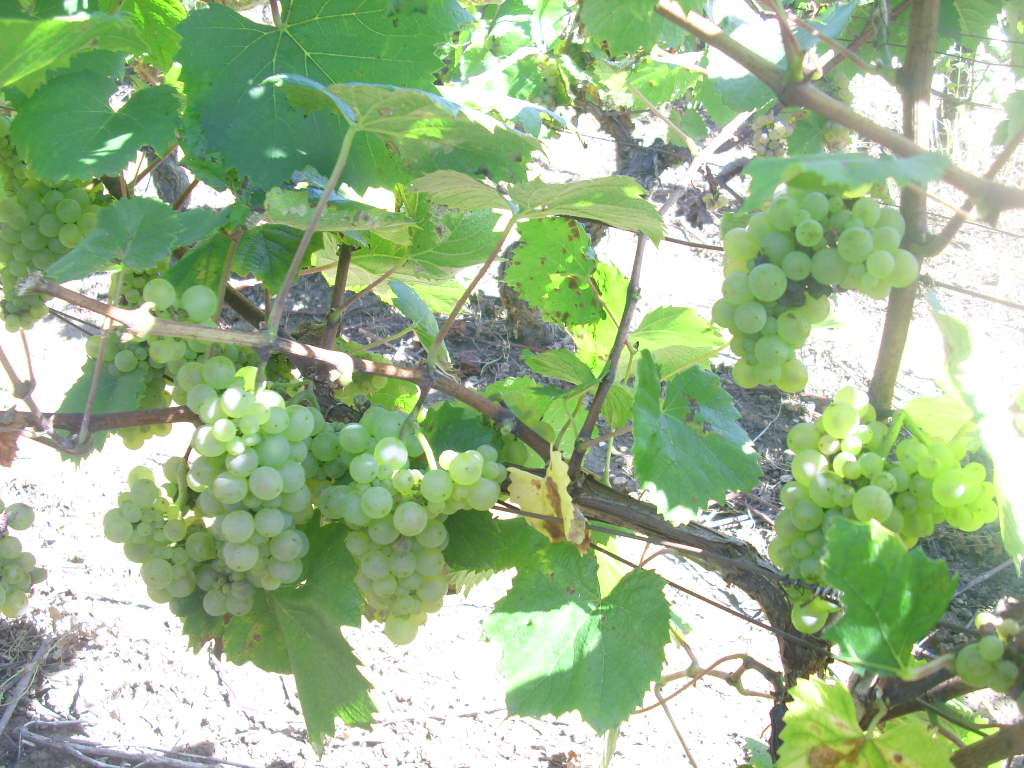

Аліготе́ (фр. aligoté) — французький технічний сорт винограду середньораннього періоду дозрівання. Ягоди світло-зелені. Належать до західноєвропейської еколого-географічної групи сортів. Розповсюджений в багатьох країнах, що культивують виноград.
Листя середні, округлі, слаборозсічені, темно-зелені, зверху блискучі, гладенькі, знизу часто опушені. Квітка двостатева. Грона середні за розміром, циліндричної і циліндрично-конічної форми, щільні чи дуже щільні. Ягоди середні, округлі, зеленувато-білі з золотисто-жовтим відтінком, вкриті дрібними коричневими цяточками. Шкірка тонка, пружна. М'якуш соковитий, освіжує на смак.
Період від початку розпускання бруньок до технічної зрілості ягід складає 130—150 діб за суми активних температур 2 600—2 850 °C.
Кущі середньорослі. Врожайність складає 100—120 ц/га. Стійкість до хвороб — підвищена, до морозів — середня. Чутливий до посухи.
Використовується для виготовлення столових вин, шампанських, коньячних виноматеріалів і соків.